# Jean-Baptiste Royer
Jean-Baptiste Royer (8. října 1733 v Cuiseaux – 11. dubna 1807 v Besançonu) byl francouzský politik a římskokatolický kněz a v letech 1798–1801 biskup pařížský (jako ústavní biskup). Byl poslancem Národního konventu a Rady pěti set.

## Životopis
Jean-Baptiste Royer pocházel z rodiny lékaře a stal se knězem v Chavannes-sur-Suran. Dne 16. dubna 1789 byl zvolen jako zástupce kléru do generálních stavů a poté byl členem Ústavodárného shromáždění. Přísahal na občanskou ústavu duchovenstva a v únoru 1791 byl zvolen biskupem v departementu Ain. V roce 1792 byl zvolen poslancem za departement Ain do Konventu.
Při procesu s Ludvíkem XVI. v prosinci 1792 hlasoval pro královu vinu. Dne 13. dubna 1793 hlasoval pro obvinění Jeana Paula Marata. Protestoval proti postavení girondistů mimo zákon 2. června 1793 a 3. října byl zatčen. Do Konventu se vrátil až 8. prosince 1794.
V roce 1795 byl zvolen do Rady pěti set, kde působil do roku 1798, kdy se stal ústavním biskupem v Paříži. Při jednání o konkordátu s Vatikánem podal v roce 1801 demisi a odešel do Besançonu, kde se stal kanovníkem.